# Villa d'Orléans
La villa d'Orléans est une voie du 14e arrondissement de Paris, en France.

## Situation et accès
La villa d'Orléans est une voie située dans le 14e arrondissement de Paris. Elle débute au 43, rue Bezout et 67, avenue du Général-Leclerc et se termine au 16, passage Montbrun.

## Origine du nom
Elle porte ce nom en raison du voisinage de l'ancienne avenue d'Orléans.

## Historique
La voie est ouverte en 1922 et prend sa dénomination la même année.